# Vitalis (helgon)
Vitalis var en kristen martyr. Enligt hagiografin var han en soldat som led martyrdöden år 62 genom att bli levande begravd för att ha hjälpt de förföljda kristna i Ravenna.
En legend berättar, att Vitalis led martyrdöden tillsammans med sin hustru Valeria och deras söner Gervasius och Protasius.

### Webbkällor
- ”St. Vitalis”. Catholic Encyclopedia. New Advent. http://www.newadvent.org/cathen/15486a.htm. Läst 2 augusti 2017.